# Franco Forini
Franco Forini (n. 22 septembrie 1958, Muralto⁠(d), Cantonul Ticino, Elveția) este un fost pilot de Formula 1. De-a lungul carierei a luat startul în 2 curse, niciuna din pole-position. Nu a câștigat nicio cursă și nu a terminat niciodată pe podium, acumulând 0 puncte în întreaga activitate ca pilot de Formula 1.